# Aepocerus absconditus
Aepocerus absconditus är en stekelart som beskrevs av Mayr 1906. Aepocerus absconditus ingår i släktet Aepocerus och familjen fikonsteklar. Inga underarter finns listade i Catalogue of Life.